# France Leplat
Pour l’article homonyme, voir Leplat.
France Leplat, née le 15 décembre 1895 à Tourcoing et décédée le 18 février 1953 à Versailles, est une peintre du début du XXe siècle. On l'associe au courant de l'école de Paris.

## Biographie
France Leplat est née le 15 décembre 1895 à Tourcoing. 
Elle étudie à l’Ecole des Beaux-Arts de Lille de 1913 à 1918; elle y obtient le premier prix de sculpture et le premier prix de peinture. En 1919, elle s’installe à Paris, à la cité d'artistes La Ruche.
Longtemps oubliée elle est redécouverte au début des années 2000. A l'occasion d'une vente de ses tableaux à Paris, une exposition lui est consacrée au musée du Montparnasse en 2008.